# Yebbibou
Yebbibou  o Yebbi-Bou è un centro abitato del Ciad situato nel dipartimento di Aouzou, provincia di Tibesti.